# Stefanie Giesinger

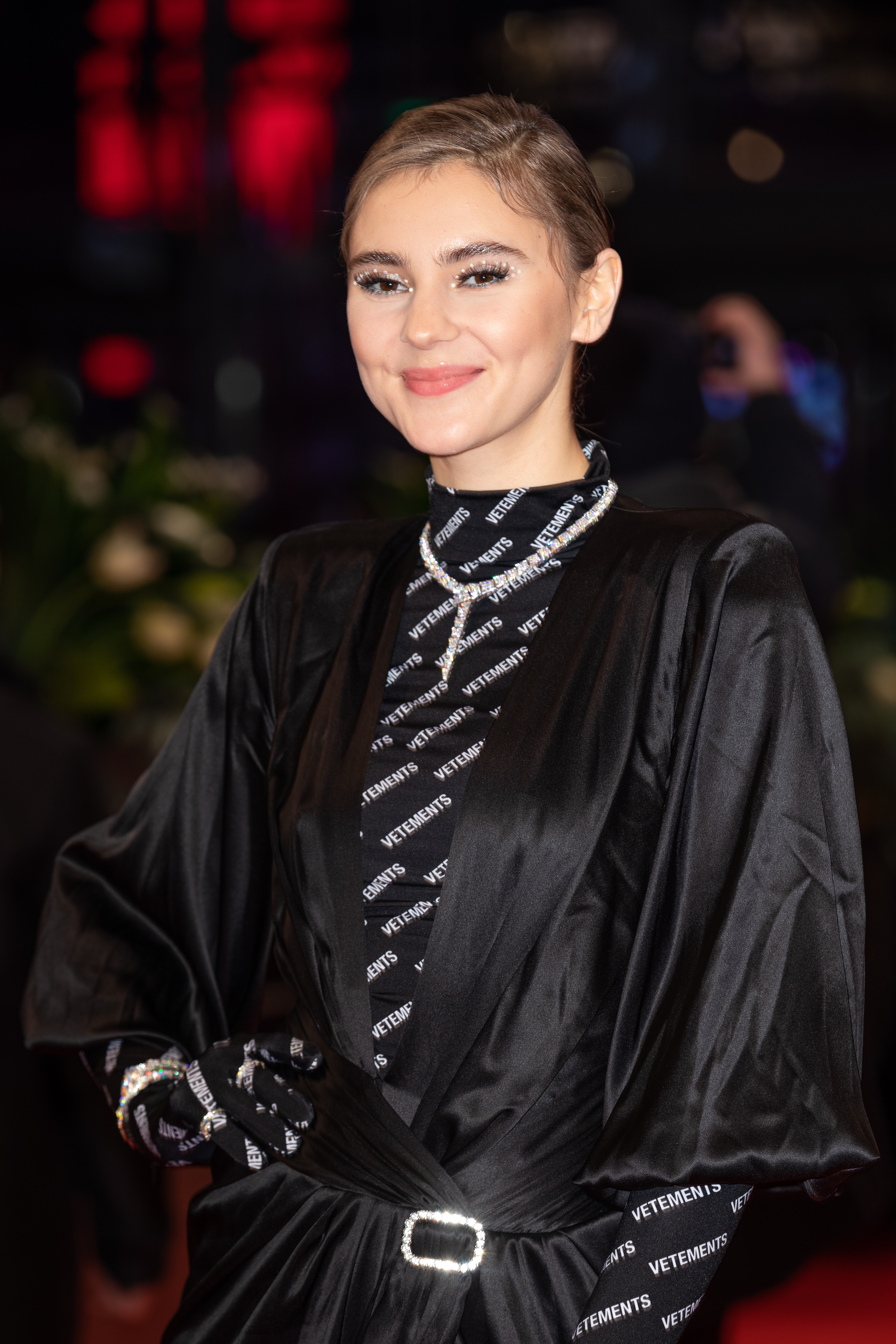
Stefanie Giesinger (2020)

Stefanie Giesinger (* 27. August 1996 in Kaiserslautern) ist ein deutsches Model und eine Schauspielerin. Sie gewann 2014 die neunte Staffel der Castingshow Germany’s Next Topmodel.

## Leben
Giesingers russlanddeutsche Eltern wanderten 1995 als Spätaussiedler aus Sibirien nach Deutschland ein. Sie besuchte das Gymnasium am Rittersberg in Kaiserslautern.
Ihr Cousin ist der deutsche Handball-Nationalspieler David Späth.

## Germany’s Next Topmodel

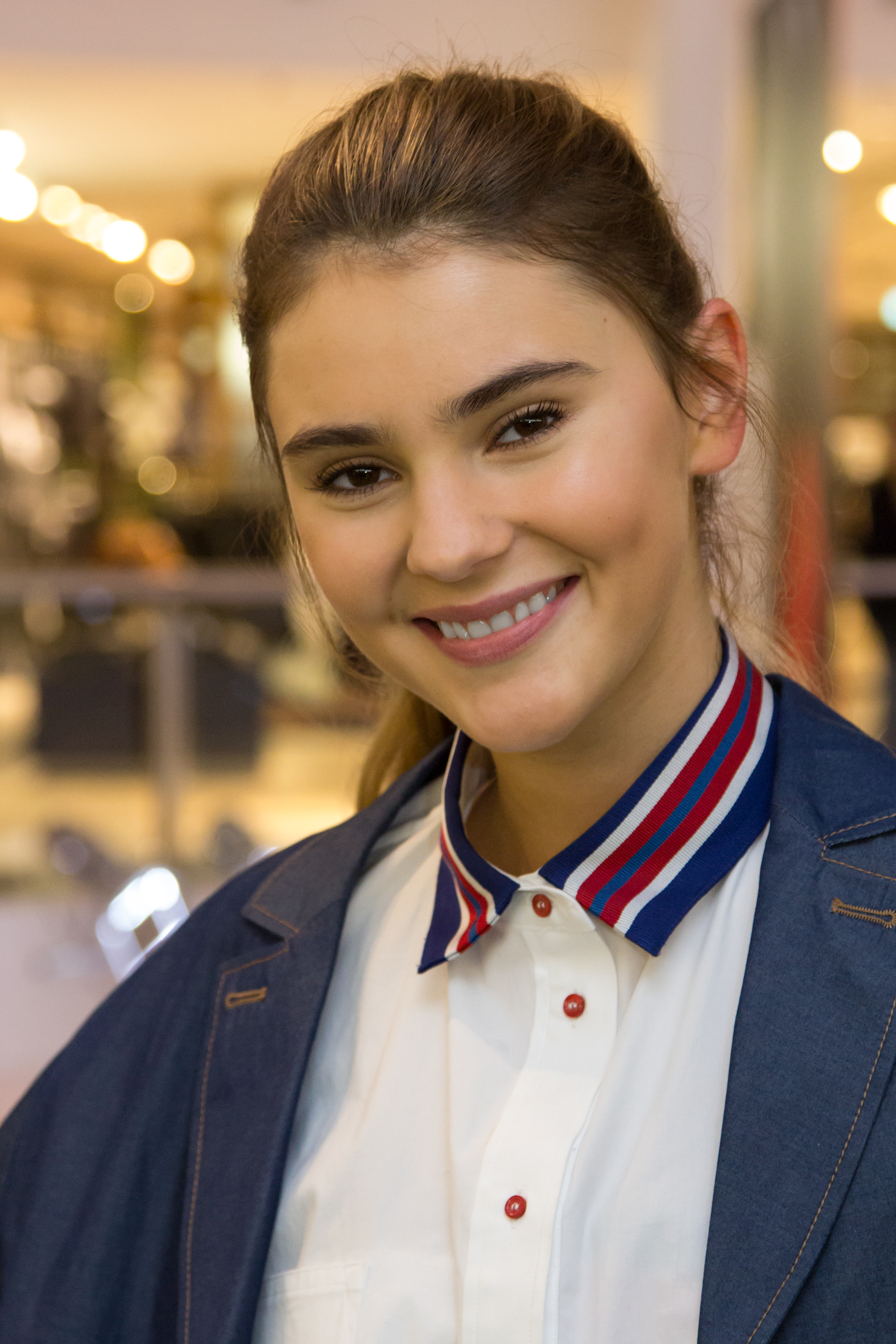
Stefanie Giesinger (2015)

Die 1,77 Meter große Schülerin nahm im Alter von 17 Jahren an der neunten Staffel von Germany’s Next Topmodel teil, die ab Februar 2014 auf ProSieben ausgestrahlt wurde. Über 15.000 Kandidatinnen hatten sich beworben. Giesinger gehörte zu den siebzig ausgewählten Bewerberinnen, die von der Jury um Heidi Klum, Thomas Hayo und Wolfgang Joop zu einem Casting ins Berliner Tempodrom eingeladen wurden. Schon während des laufenden Wettbewerbs war sie für einen Opel-Werbespot ausgewählt worden. Am 8. Mai 2014 gewann sie das Finale während der Live-Show in der Kölner Lanxess Arena.

## Nach Germany’s Next Topmodel
Im Juni 2014 war sie auf dem Cover der deutschen Cosmopolitan. Wie andere Teilnehmerinnen der Staffel erhielt sie von Günther Klums Modelagentur ONEeins einen zweijährigen Vertrag, den sie nicht verlängerte.
2014 wirkte Giesinger im Film Der Nanny von Matthias Schweighöfer mit, der 2015 veröffentlicht wurde. Im Februar 2016 war Giesinger im Musikvideo zur Single 80 Millionen von Max Giesinger zu sehen, die Anfang April 2016 in die deutschen Charts einstieg.
Sie ist in den sozialen Medien aktiv und repräsentiert die Marke L’Oréal.
Seit 2018 vermarktet die Drogeriekette dm Giesingers Gesichtspflege-Linie „МОЙ“ (ausgesprochen moy). Der Name stammt aus dem Russischen und bedeutet „mein“. Ebenfalls 2018 wurde sie bei den About You Awards als Idol of the Year ausgezeichnet.
Sie ist bei der Modelagentur Muse Model Management in New York unter Vertrag. 2019 war sie Gastjurorin bei Germany’s Next Topmodel.
2021 wirkte sie bei Celebrity Hunted – Jede Spur kann dich verraten und bei Das Duell um die Welt - Team Joko gegen Team Klaas mit. Zudem war sie 2021 und 2023 erneut Gastjurorin bei Germany’s Next Topmodel.
Giesinger veröffentlicht seit Januar 2024 einen wöchentlichen Podcast G Spot.

## Filmografie (Auswahl)
- 2016: 80 Millionen (Musikvideo)
- 2018: Asphaltgorillas
- 2018: Wuff – Folge dem Hund
- 2021: Celebrity Hunted (Amazon Prime)[19]
- 2024: Schwarzer Toyota (Musikvideo)
- 2025: Bad Bunnie$ (Musikvideo)